# Sandra Rieß

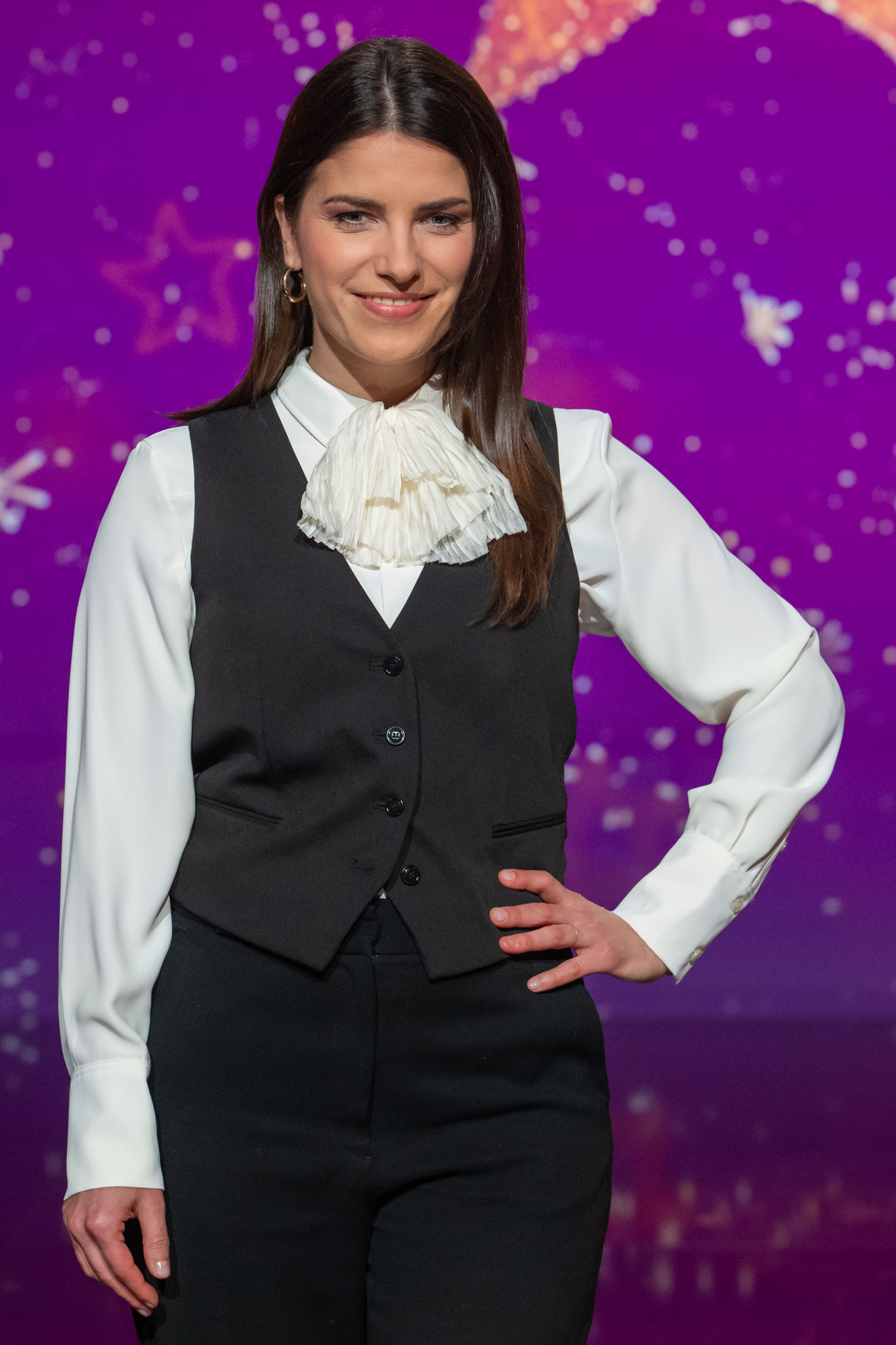
Sandra Rieß (2024)

Sandra Rieß (* 3. März 1986 in Nürnberg) ist eine deutsche Hörfunk- und Fernsehmoderatorin.

## Leben und Wirken
Sandra Rieß absolvierte nach ihrem Studium „Theater und Medien“ an der Universität Bayreuth ein Volontariat bei Franken Fernsehen in Nürnberg. Sie setzte sich Anfang des Jahres 2010 bei einem vom Bayerischen Rundfunk ausgerichteten Casting gegen rund 300 Mitbewerber durch und wurde für zwei Jahre Moderatorin der Fernsehsendung on3-südwild.
Im März 2011 und im März 2012 moderierte sie die Liveübertragungen des Bayerischen Rundfunks vom Starkbieranstich auf dem Münchner Nockherberg sowie Anfang 2012 zusammen mit Steven Gätjen den Vorentscheid Unser Star für Baku zum Eurovision Song Contest 2012. Im Juli desselben Jahres moderierte Rieß an der Seite von Tom Meiler die Fernsehsendung Olympia München 72 des Bayerischen Rundfunks zum vierzigsten Jubiläum der Olympischen Sommerspiele 1972.
Im August und September 2012 moderierte sie für den Bayerischen Rundfunk die Sendung Bayern 3 Dorffest-TV. Gemeinsam mit Stefan Raab moderierte sie 2012 und 2013 den Bundesvision Song Contest. Zudem moderierte sie 2013 das Finalspiel der Spielshow Elton zockt – Live. Von April 2013 bis November 2014 moderierte Rieß an der Seite von Wolf-Christian Ulrich die interaktive Sendung log in auf ZDFinfo. Im Bayerischen Fernsehen präsentierte sie die Reihe Heimatsound.
Sandra Rieß war Backstage-Moderatorin bei Wetten, dass..? und interviewte dort unter anderem Harrison Ford, Lenny Kravitz, Céline Dion oder Sting. Zur Bundestagswahl 2017 moderierte Rieß das Format Wähl mich! im ZDF, bei dem sie junge Politiker mit ihren Wunschwählern konfrontierte. Seit 2019 moderiert sie die Nachrichtensendungen Rundschau und Rundschau-Magazin im BR Fernsehen, beide Sendungen wurden 2022 in BR24 umbenannt.
In den Jahren 2021 und 2022 moderierte Rieß die vom BR produzierten Ausgaben des Wirtschaftsmagazins Plusminus im Ersten. Seit Dezember 2021 moderiert sie die alljährliche Benefizsendung Sternstunden-Gala im BR Fernsehen am Sternstunden-Tag des Bayerischen Rundfunks, in der Spenden für Kinder in Not gesammelt werden, gemeinsam mit Volker Heißmann. Seit März 2023 moderiert sie erneut – zusammen mit Ursula Heller und Christoph Deumling bzw. später Tilmann Schöberl – vom Starkbieranstich auf dem Nockherberg. Seit April 2023 moderiert sie die Tagesschau-Nachrichten bei tagesschau24 und spricht unter der Woche die Tagesschau um 9 Uhr sowie regelmäßig die Nachtausgaben der Tagesschau.